# 慈城站 (慈江道)
慈城站（韓語：자성역）是朝鮮民主主義人民共和國慈江道慈城郡的一個鐵路車站，属于北部内陆线。

## 历史
- 1987年11月27日，落成使用。

## 邻近车站
北部内陆线
舊中站 - 慈城站 - 麝香站